# Pasiphae (Adler)
Pasiphae is een compositie van de Amerikaanse componist Samuel Adler. Het is geschreven voor piano en percussie-instrumenten.
Hij schreef het werk op verzoek van James Avery (piano) en Steven Schick (percussie), een vast duo piano/percussie. Adler kreeg het verzoek korte tijd nadat hij het Metropolitan Museum of Art in New York had bezocht en zeer onder de indruk was van één schilderij: Pasiphaë (1943) van Jackson Pollock. Hij kwam niet los van dat schilderij en daarom verwerkte Adler het naar een muziekwerk.
Het eendelige stuk begint à la Schilderijen van een tentoonstelling met een beginnende rondgang in het museum. Nieuwsgierig en gespannen naar wat te zien zal zijn "wandelen" de pianist en percussionist rond, totdat zij getroffen worden door bedoeld schilderij. De muziek is mysterieus en aftastend. Een spervuur van indrukken bereikte de componist toen hij het schilderij zag. De musici spelen opgewonden; het is een komen en gaan van fragmentarische melodietjes (al dan niet af) en ritmen (polyritmiek). De pianist heeft alleen zijn piano tot zijn beschikking; de percussionist moet afwisselen; woodblocks, tempelblokken, bekkens, conga, glockenspiel worden gebruikt, maar ook wordt de piano aangeslagen met zachte paukenstok.
Avery en Schick gaven de eerste uitvoering van dit werk in Rochester (New York) op 16 maart 1988.

## Discografie
- Uitgave Naxos: Laura Melton (piano), Roger B. Schupp.

## Bron
- de compact disc
- samadler.com
- Pasiphae